# Bukkambudi, Challakere
Bukkambudi là một làng thuộc tehsil Challakere, huyện Chitradurga, bang Karnataka, Ấn Độ.